# Milovo
Milovo (cyr. Милово) – wieś w Czarnogórze, w gminie Bijelo Polje. W 2011 roku liczyła 97 mieszkańców.